# Mun
 Mun  es una comuna y población de Francia, en la región de Mediodía-Pirineos, departamento de Altos Pirineos, en el distrito de Tarbes y cantón de Pouyastruc.
Su población en el censo de 1999 era de 92 habitantes.
Está integrada en la Communauté de communes des Coteaux de l'Arros.

## Demografía
| 98 | 106 | 98 | 96 | 89 | 92 |
| Para los censos de 1962 a 1999 la población legal corresponde a la población sin duplicidades (Fuente: INSEE [Consultar]) |     |    |    |    |    |